# Nhà nghỉ B&B

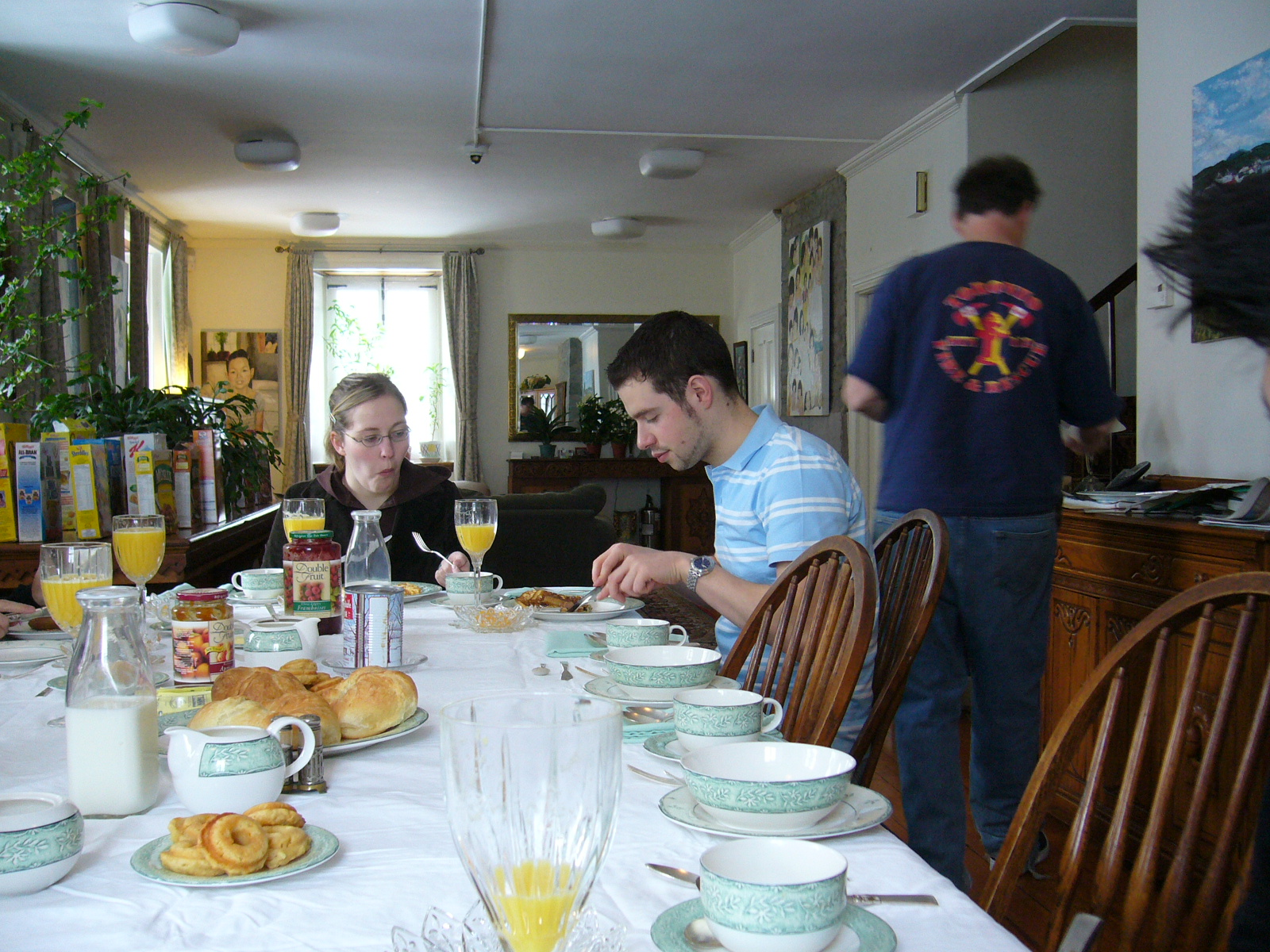
Phục vụ bữa ăn sáng

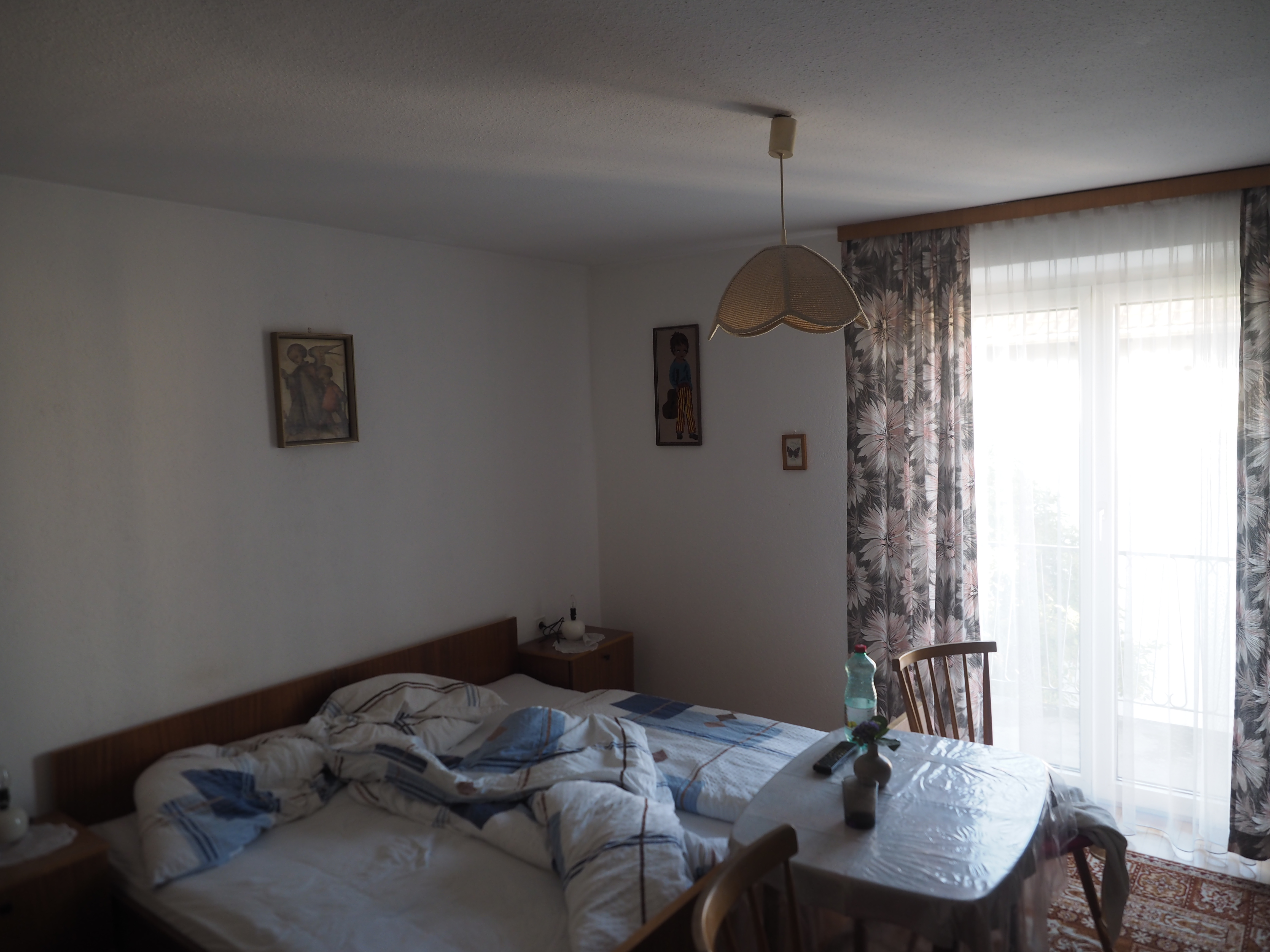
Một phòng ngủ của nhà nghỉ BnB

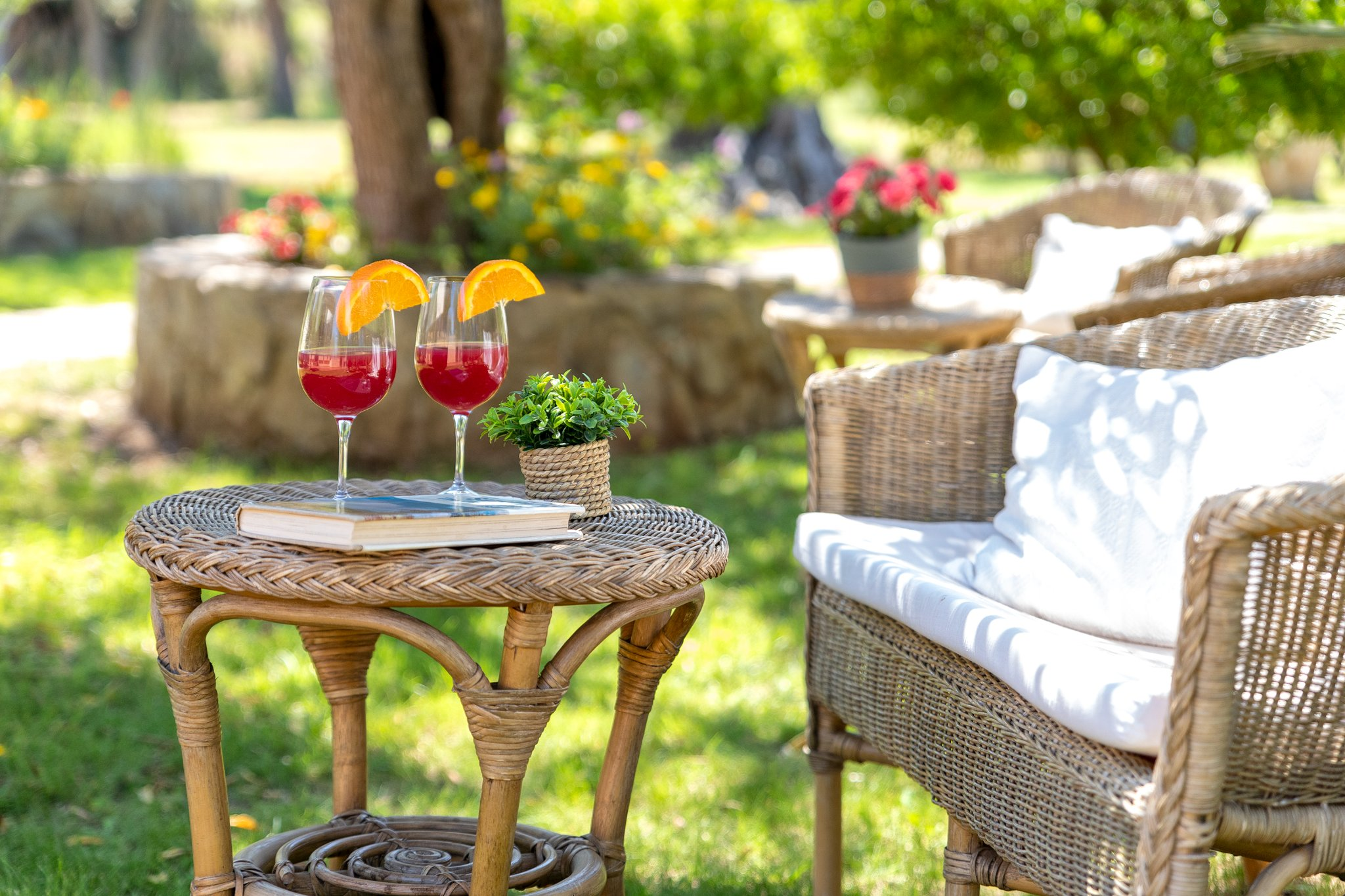
Phục vụ bữa sáng ở Ý

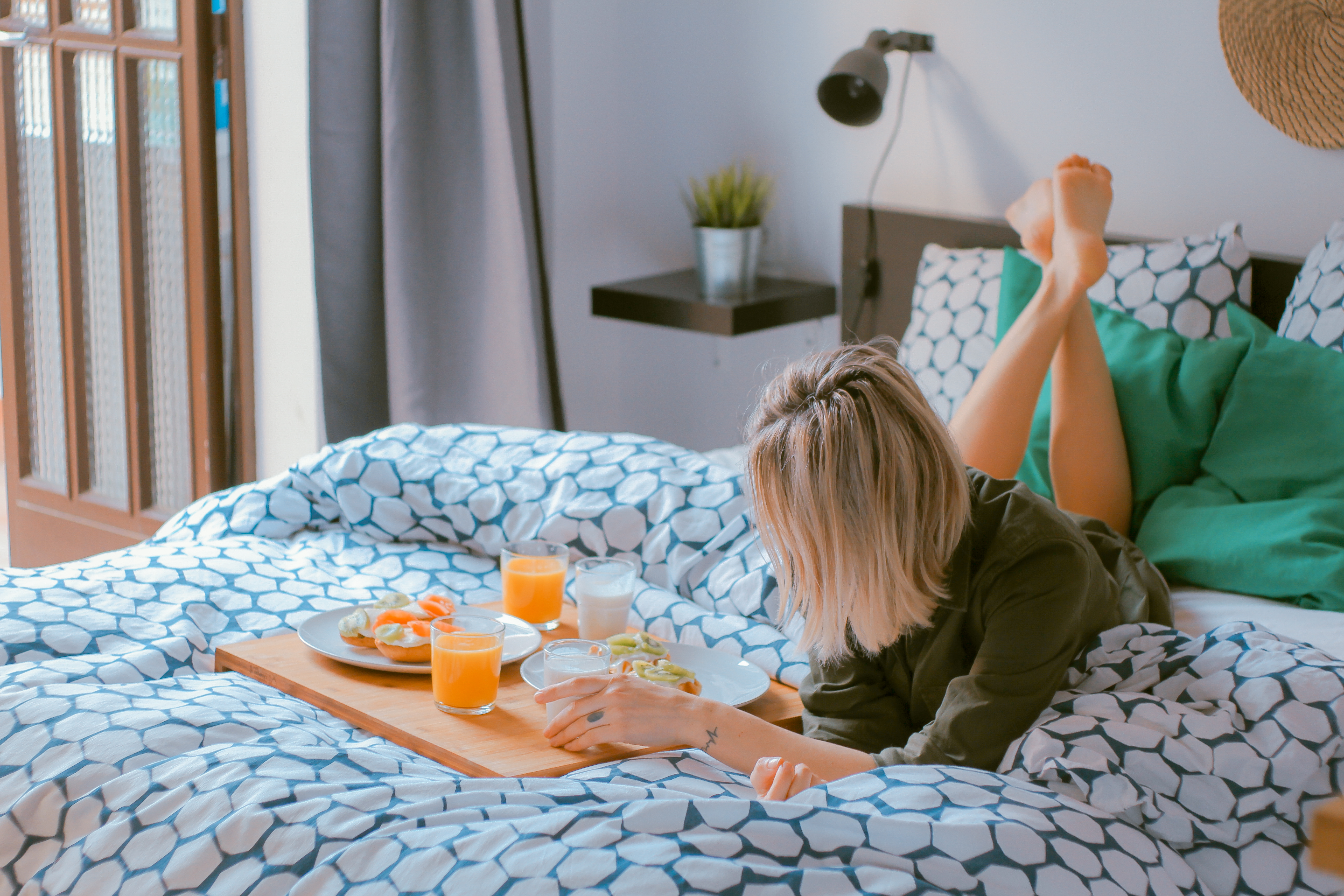
Một bữa ăn sáng trên giường

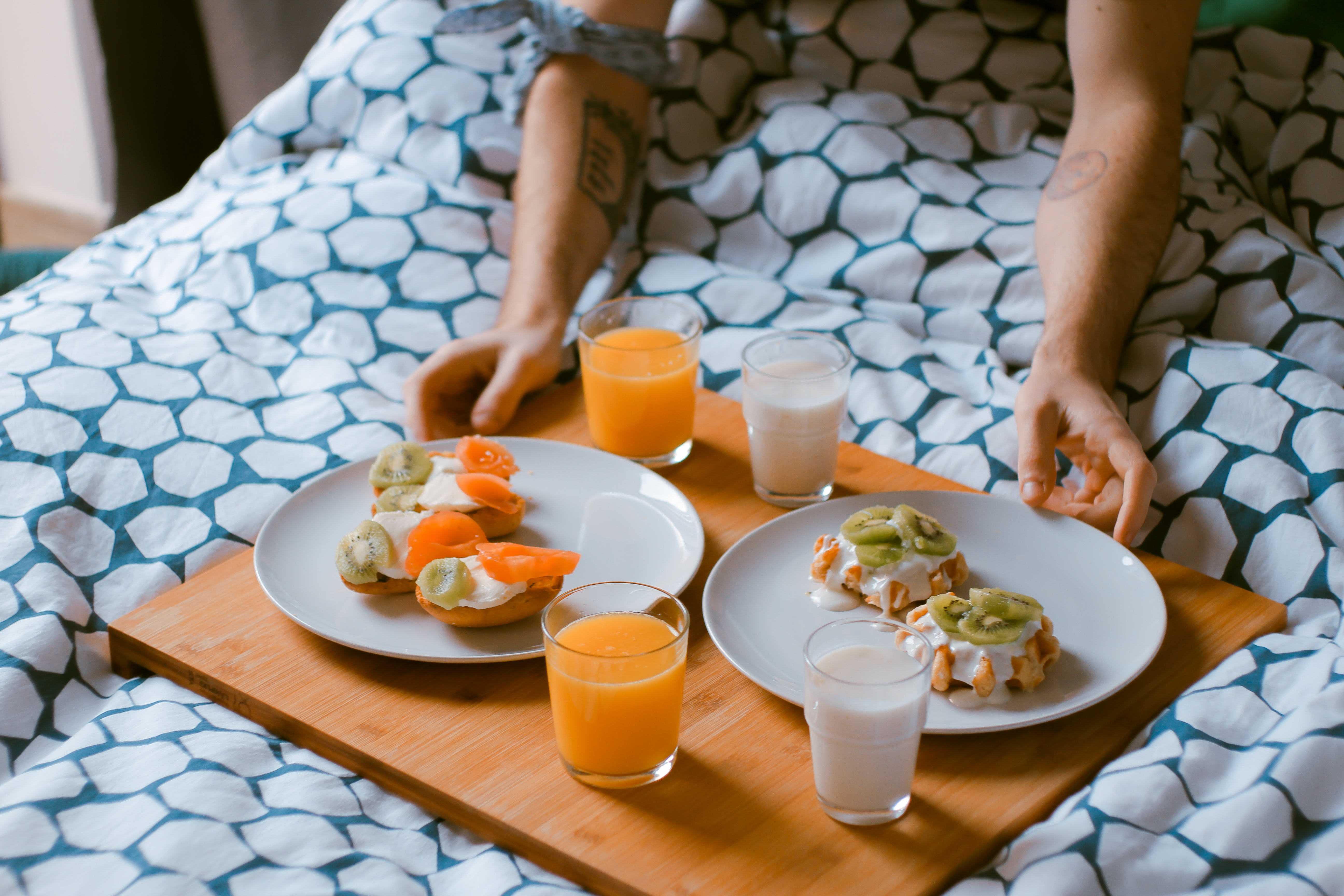
Một bữa sáng được phục vụ tại giường ngủ

Nhà nghỉ B&B (tiếng Anh: bed and breakfast, viết tắt là B&B hoặc BnB, nghĩa là phòng ngủ có ăn sáng) là một điểm lưu trú nhỏ cung cấp chỗ ở qua đêm và kèm theo phục vụ bữa ăn sáng cho du khách. Nhà nghỉ chỉ phục vụ bữa sáng và thường không cung cấp thêm các bữa ăn khác, cũng thường là nhà riêng của các gia đình và thường có từ bốn đến mười một phòng, trung bình có sáu phòng. Ngoài ra, nhà nghỉ B&B thường có chủ nhà sống trong căn nhà này. Giường chiếu nghỉ ngơi và bữa ăn sáng cũng được sử dụng để mô tả mức độ phục vụ được bao gồm trong giá phòng của khách sạn, trái ngược với giá phòng chỉ bao ăn hai bữa hoặc bao ăn ba bữa. Những khách sạn lớn hiện nay cũng cung cấp loại hình dịch vụ này. 
Mô hình kinh doanh B&B thịnh hành tại các nước châu Âu và Mỹ hiện nay đang được kinh doanh của những hộ kinh doanh nhỏ tại nhà riêng thường có ít hơn 10 phòng ngủ, được sử dụng nhằm mục đích thương mại. Một phòng B&B thường ghép 5-10 giường đơn và tùy theo số lượng khách mà quản lý sẽ bố trí và sắp xếp. Dù quy mô không lớn như khách sạn hay các nhà nghỉ nhưng điều đó không có nghĩa B&B quá tồi tàn, không đáp ứng đầy đủ nhu cầu lưu trú của du khách. Ngược lại, B&B vẫn được trang bị đầy đủ các trang thiết bị, mang đến cho khách sự hài lòng, tiện nghi khi sử dụng loại hình lưu trú này. Nhà nghỉ B&B ra đời và phát triển cùng hàng loạt loại hình cư trú tiện ích để đáp ứng mọi nhu cầu của khách du lịch, từ những khách sạn sang trọng đến những nhà ở tự phục vụ. B&B là loại hình đang được ưa chuộng bởi khách du lịch bụi, dân phượt, vì giá cả rẻ và dịch vụ đơn giản giúp họ có nhiều thời gian để tận hưởng khám phá và trải nghiệm.
Những quốc gia trên thế giới có ghi nhận loại hình này như ở Trung Quốc khi hầu hết khách hàng quen là khách du lịch nước ngoài nhưng họ đang ngày càng phổ biến đối với khách du lịch nội địa của Trung Quốc. Ở Ấn Độ thì chính phủ đang thúc đẩy khái niệm nhà nghỉ BnB. Nhà nghỉ B&B của Israel được gọi là zimmer (tiếng Đức có nghĩa là phòng) và trên khắp đất nước, nhưng đặc biệt là ở miền bắc Israel (Galilee, Thượng Galilee và Cao nguyên Golan), loại hình này đã phát triển thành một ngành công nghiệp rộng lớn. Ngành công nghiệp này bắt đầu phát triển vào những năm 1990, khi nông nghiệp mang lại ít lợi nhuận hơn và nhiều gia đình có trang trại và thậm chí ở các thành phố đã quyết định thử vận may trong lĩnh vực kinh doanh khách sạn. Trong thập kỷ qua, dịch vụ chỉ phục vụ bữa sáng cũng đã phát triển ở miền nam Israel ở Negev. Ở Ý có quy định khu vực B&B nhưng mỗi vùng lại duy trì một quy định cụ thể, mỗi vùng có thể áp dụng các quy định khác nhau nhưng họ phải tuân thủ luật pháp quốc gia về du lịch.